# Badminton bei den African Youth Games 2018
Bei den African Youth Games 2018 wurden sieben Badmintonwettbewerbe ausgetragen. Sie fanden vom 19. bis zum 25. Juli 2018 in Algier statt.

## Medaillengewinner
| Disziplin    | Gold | Silber                                                                               | Bronze |
| ------------ | --- | ------------------------------------------------------------------------------------ | --- |
| Herreneinzel | Jean Bernard Bongout | Brian Kasirye                                                                        | Daniel Christopher Egbonyi |
| Herreneinzel | Jean Bernard Bongout | Brian Kasirye                                                                        | Ahmad Balarabe Umar |
| Dameneinzel  | Halla Bouksani | Linda Mazri                                                                          | Zainab Damilola Alabi |
| Dameneinzel  | Halla Bouksani | Linda Mazri                                                                          | Ramatu Yakubu |
| Herrendoppel | Khalil Safana Shamsuddeen Ahmad Balarabe Umar                                                                             | Tunde Bankole Daniel Christopher Egbonyi                                             | Sifeddine Larbaoui Mohamed Abdelaziz Ouchefoun                                                                                 |
| Herrendoppel | Khalil Safana Shamsuddeen Ahmad Balarabe Umar                                                                             | Tunde Bankole Daniel Christopher Egbonyi                                             | Mohamed Toson Omar Yasser Hafez Kamel                                                                                          |
| Damendoppel  | Halla Bouksani Linda Mazri                                                                                                | Jemimah Leung For Sang Ganesha Mungrah                                               | Sofiat Arinola Obanishola Christiana Olajumoke Obasanmi                                                                        |
| Damendoppel  | Halla Bouksani Linda Mazri                                                                                                | Jemimah Leung For Sang Ganesha Mungrah                                               | Dounia Naâma Malak Ouchefoune                                                                                                  |
| Mixed        | Mahmoud Montaser Jana Ashraf                                                                                              | Ahmad Balarabe Umar Sofiat Arinola Obanishola                                        | Jean Bernard Bongout Jemimah Leung For Sang                                                                                    |
| Mixed        | Mahmoud Montaser Jana Ashraf                                                                                              | Ahmad Balarabe Umar Sofiat Arinola Obanishola                                        | Daniel Christopher Egbonyi Zainab Damilola Alabi                                                                               |
| Herrenteam   | Nigeria Tunde Bankole Daniel Christopher Egbonyi Khalil Safana Shamsuddeen Ahmad Balarabe Umar                            | Ägypten Mahmoud Montaser Mohamed Mostafa Kamel Mohamed Toson Omar Yasser Hafez Kamel | Algerien Abderrahim Bouksani Raouf Lamrani Sifeddine Larbaoui Oussama Mahmoudi Tahar Skander Medel Mohamed Abdelaziz Ouchefoun |
| Herrenteam   | Nigeria Tunde Bankole Daniel Christopher Egbonyi Khalil Safana Shamsuddeen Ahmad Balarabe Umar                            | Ägypten Mahmoud Montaser Mohamed Mostafa Kamel Mohamed Toson Omar Yasser Hafez Kamel | Mauritius Jean Bernard Bongout Mevan Dewoo Khabir Teeluck                                                                      |
| Damenteam    | Algerien Kahina Amrouni Halla Bouksani Melissa Bounaas Linda Mazri Dounia Naâma Malak Ouchefoune Safsaf Rahima Ines Ziani | Ägypten Nour Ahmed Youssri Jana Ashraf Malak Basem Sobhy Ebrahim Hana Hesham Mohamed | Mauritius Lorna Bodha Jemimah Leung For Sang Ganesha Mungrah                                                                   |
| Damenteam    | Algerien Kahina Amrouni Halla Bouksani Melissa Bounaas Linda Mazri Dounia Naâma Malak Ouchefoune Safsaf Rahima Ines Ziani | Ägypten Nour Ahmed Youssri Jana Ashraf Malak Basem Sobhy Ebrahim Hana Hesham Mohamed | Nigeria Zainab Damilola Alabi Sofiat Arinola Obanishola Christiana Olajumoke Obasanmi Ramatu Yakubu                            |